# Salado de Morón
El río Salado de Morón, también llamado arroyo Salado de Morón, es un río de las provincias de Cádiz y Sevilla, España, que fluye en dirección oeste hasta desaguar en el río Guadalquivir (es su último gran afluente por su margen izquierda). 

## Historia
En época Romana delimitaba los conventus o jurisdicción de Hispalis (Sevilla) y Gades (Cádiz). Al norte del mismo se encontraban los Callenses Aeneanici (Molino de Pintado al norte de Montellano), Salpesa (El Casar cerca de El Coronil) y Searo (La Cañada al sur de Utrera) en el hispalense, y al sur Callet (Montellano), Ugia (Torres Alocaz) y Nabrissa (Lebrija) en el gaditano. También es posible que toda la cuenca fluvial del Salado perteneciera al Conventus Hispalensis, y la del Guadalete al Conventus Gaditanus.

## Estructura geológica
El río Salado de Morón atraviesa, hasta llegar a la presa del embalse de Torre del Águila, materiales sedimentarios de origen triásico (margas yesíferas, areniscas y calizas) intercalados con otros más recientes del Mioceno (margas, areniscas y lutitas o silexitas). Aguas abajo de dicha presa, encuentra a su paso los limos y arcillas cuaternarios correspondientes a las marismas. Por lo tanto, las morfologías resultantes que acompañan al Arroyo Salado de Morón son, sucesivamente desde su nacimiento hasta su desembocadura, relieves de cerros y colinas en la mitad superior del curso que dan paso a las lomas de topografía suave para finalizar en las marismas desecadas de orografía llana.

## Flora y fauna
El curso alto del Salado de Morón así como sus afluentes han sido declarados Zona de Especial Conservación por albergar hábitats naturales y fauna y flora silvestres. La red fluvial funciona como corredores ecológicos, al poner en contacto diferentes ecosistemas contribuyendo a la conectividad de la red Natura 2000. En concreto, la ZEC Arroyo de Santiago-Salado de Morón-Matabuey/Garrapata conecta con la ZEC del río   Guadalete y con el complejo endorreico de Utrera.